# Santiago Neyra Almenara
Santiago Neyra Almenara es un político peruano. Fue alcalde de la provincia de Caravelí entre 2011 y 2018. Actualmente es consejero regional de Arequipa por la provincia de Caravelí.
Nació en Caravelí, Perú, el 29 de diciembre de 1973, hijo de Santiago Neyra Palomino y Jovita Almenara Oré. Realizó sus estudios primarios y secundarios en su ciudad natal.  Entre 1993 y 1997 cursó estudios superiores de arquitectura en la Universidad Nacional de San Agustín de Arequipa titulándose como arquitecto.
Tentó la alcaldía provincial de Caravelí en las elecciones del 2002 y del 2006 sin éxito. En las elecciones municipales del 2010 se presentó como candidato del movimiento "Fuerza Arequipeña" obteniendo la elección con el 33.08% de los votos. En las elecciones municipales del 2014 fue reelegido al cargo, esta vez por el movimiento "Arequipa, Tradición y Futuro" con el 37.181% de los votos. Ante la prohibición de reelección de las autoridades ediles, se presentó a las elecciones regionales del 2018 como candidato de Alianza para el Progreso al consejo regional de Arequipa por la provincia de Caravelí obteniendo el 24.924% de los votos.